# Đại Phương
Đại Phương (chữ Hán giản thể: 大方县, bính âm: Dàfāng Xiàn, âm Hán Việt: Đại Phương huyện) là một huyện thuộc địa cấp thị Tất Tiết, tỉnh Quý Châu, Cộng hòa Nhân dân Trung Hoa. Huyện này có diện tích 3502 km², dân số năm 2002 là 950.000 người. Mã số bưu chính Đại Phương là 551600. Huyện lỵ đóng ở trấn Đại Phương. Huyện này giáp các huyện thị: Kiềm Tây, Kim Sa, Chức Kim, Nạp Ung. Về mặt hành chính, huyện này được chia thành 10 trấn (Đại Phương, Miêu Trường, Đạt Khê, Mã Trường, Dương Trường, Song Sơn, Phiêu Tỉnh, Trường Thạch, Hoàng Nê Đường và Lục Long), 24 hương và hương dân tộc.